# بيوشس سانت غالن (سويسرا)
بيوشس سانت غالن (بالفرنسية: Buchs, St. Gallen)‏ هي واحدة من بلديات كانتون سانت غالن في سويسرا.

## أعلام
- هاينريخ روهرير